# Watch Over Me
Watch Over Me é uma telenovela estadunidense, adaptada a partir da produção argentina Resistiré, exibida originalmente pela rede MyNetworkTV entre 6 de Dezembro de 2006 e 6 de Março de 2007. Foram produzidos 66 episódios, exibidos de segunda à sexta-feira, com um episódio especial aos sábados com os melhores momentos da semana.
A atriz porto-riquenha Dayanara Torres, mais conhecida pelo título de Miss Universo, interpretava uma mulher dividida entre o amor de um bilionário bioterrorista e seu segurança, interpretado por Todd Cahoon. Catherine Oxenberg e Casper Van Dien também participaram do programa como vilões.
A emissora argentina Telefe, que produziu a versão original, distribui uma versão de 64 episódios na Europa, Oriente Médio, Ásia e no Brasil, onde a telenovela é exibida pelo canal de televisão paga A&E.

## Elenco
| Ator               | Personagem          |
| ------------------ | ------------------- |
| Dayanara Torres    | Julia Rivera        |
| Todd Cahoon        | Jack Porter         |
| Marc Menard        | Michael Krieger     |
| Casper Van Dien    | Andre Forester      |
| Catherine Oxenberg | Leandra Thames      |
| Roxana Zal         | Natalie Weller      |
| Catalina Rodriguez | Sasha Hansu         |
| Dan Wells          | Eric Simpson        |
| Omar Avila         | Ryan Rivera         |
| Tony Castillo      | Dr. Alfred Rivera   |
| Jamie Alexander    | Caitlin Porter      |
| Caitlin McCarthy   | Caroline Krieger    |
| Alexandra Wescourt | Dr. Christine Baden |
| Bailey Chase       | Steve Hughes        |
| Lisa Ann Walter    | Mabel               |
| Greg Watanabe      | Isaac               |